# 簡千翔
簡千翔（1981年4月20日—），臺灣政治人物，台灣民眾黨籍，現任南投縣議會議員。出生於南投縣，2022年九合一選舉中當選南投縣議員（南投市、名間鄉）。

## 生平
簡千翔出生於南投縣。主張雙語教育，給孩子更好的讓年輕人放心把孩子留在南投。安心長照，南投養老的好地方讓年輕人放心外出工作。低污染輕工業區，青年就業沒煩惱讓年輕人留在南投工作。

## 選舉紀錄
| 年度 | 選舉屆數               | 選舉區           | 所屬政黨   | 得票數 | 得票率 | 當選標記 | 備註 |
| ---- | ---------------------- | ---------------- | ---------- | ------ | ------ | -------- | ---- |
| 2022 | 第二十屆南投縣議員選舉 | 南投縣第一選舉區 | 臺灣民眾黨 | 3,960  | 5.22%  |          |      |

## 外部連結
- 簡千翔的Facebook專頁